# Limhamns simsällskap
Limhamns simsällskap är en simklubb som bildades 28 augusti 1925.  Tillsammans med systerklubben Malmö Simsällskap har de bildat dotterklubben Malmö Kappsimningsklubb (MKK). Klubbens grundare var Johan Hilmer Nilsson, Otto Strid och Wendel Carlsson. 
Simklubben bedriver simskola och babysim. All tävlingsverksamhet har från och med 1993 skett i MKK. 
Klubbens första skånska mästare hette Stig Kempe. Han simmade 500 m frisim. Under de fem första åren fick klubben en SM-medaljör (Lars Lundvik, bronsmedalj 200 m ryggsim 1929) och flera skånska mästare. 

## Svenska mästare

### Långbana
- Lars Lundvik 100 m ryggsim 1930, 1931, 1932, 1933, 1935
- Maj-Britt Jansson (Andersson) 200 m bröstsim 1935, 1937, 1938, 1939, 1943, 400 m bröstsim 1943
- Christina Olsson 100 m bröstsim 1962
- Anders Bellbring 400 m och 1500 m frisim 1973, 200 m fjärilsim 1973, 400 m medley 1973
- Stefan Persson 1500 m frisim 1987, 1988, 1989, 1990

### Kortbana
- Monica Peters 50 m frisim 1953
- Christina Olsson 200 m bröstsim 1961, 1962, 1963
- Anders Bellbring 400 m frisim 1973, 1500 m frisim 1973
- Stefan Persson 1500 m frisim 1986, 1987, 400 m medley 1985, 1986

### Livräddning
- Monica Peters 1953, 1955, 1956